# نقطة الإحاطة
في التحليل الدالي وهو أحد فروع علم الرياضيات، تعرف نقطة الإحاطة لمجموعة فرعية من الفضاء المتجهي على أنها الامتداد التصوري لـحد المجموعة.

## التعريف
بفرض أن {\displaystyle A\subset X} لفضاء متجهي {\displaystyle X}. ثم {\displaystyle x\in X} هي نقطة إحاطة إلى {\displaystyle A} إذا لم تكن نقطة داخلية إلى {\displaystyle A} ولا مجموعة مكملة.